# Friedrich von Bernuth

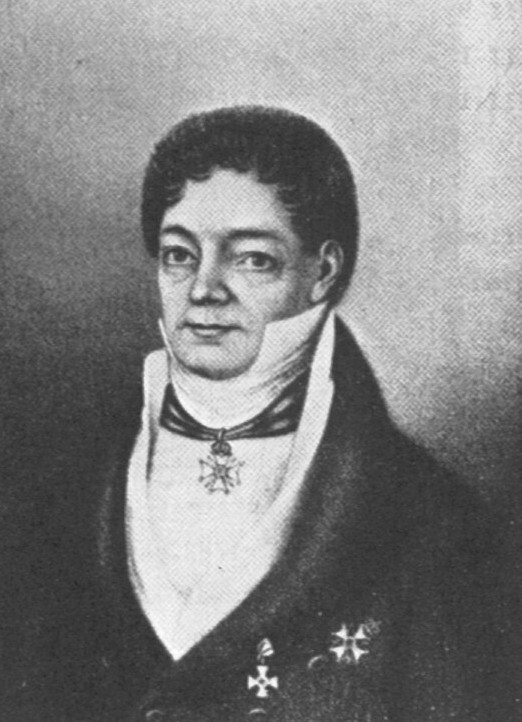
Friedrich von Bernuth

Karl Friedrich Wilhelm Bernuth, ab 1786 von Bernuth (* 10. Februar 1757 in Kleve; † 8. Oktober 1832 in Düsseldorf) war ein hochrangiger Beamter in französischen und preußischen Diensten.

## Familie
Er entstammte einer Familie aus Groß Rosenburg (Grafschaft Barby) und war der Sohn des königlich preußischen Kriegs- und Domänenkammerdirektors in Kleve, Johann Matthias Bernuth (1716–1797), der mit seinen Nachkommen am 20. November 1786 in Berlin in den preußischen erblichen Adelsstand erhoben wurde.
Bernuth heiratete in erster Ehe am 20. Mai 1786 in Kleve Hennriette Hopman (* 29. Juli 1762 in Kleve; † 30. Mai 1790 ebenda). Nach deren Tod heiratete Bernuth in zweiter Ehe am 2. März 1792 ebenfalls in Kleve deren 13 Jahre jüngere Schwester Sophie Hopman (* 1775 in Kleve, getauft am 8. Oktober; † 20. März 1805 in Minden). Aus beiden Ehen gingen insgesamt 11 Nachkommen hervor.

## Leben und Wirken
Bernuth schloss 1775 seine Schulbildung am Archigymnasium in Soest ab. Anschließend studierte er Jura in Halle. Im Jahr 1778 wurde von Bernuth zum Regierungsreferendar bei der Regierung in Kleve ernannt und bestand 1782 die Assessorprüfung. Im selben Jahr wurde er zunächst Kammerassessor und am Ende des Jahres Kriegs- und Domänenrat bei der Kriegs- und Domänenkammer in Kleve, der Wirkungsstätte seines Vaters. Im Jahr 1803 wurde er zum Präsidenten der Kammer in Minden ernannt. In derselben Funktion war er ab 1805 in Aurich tätig. In Leer wurde er 1808 Mitglied der Freimaurerloge Zur goldenen Harfe.
Nach dem Ende der preußischen Herrschaft in Ostfriesland trat Bernuth in die Dienste des neuen napoleonischen Königreichs Holland ein. So wurde er 1808 Staatsrat in Utrecht. Im Jahr 1809 wurde Bernuth zum Generaldirektor der Staatsdomänen in Amsterdam ernannt. Im Jahr 1810 kehrte er nach der französischen Besetzung Norddeutschlands als Kontributionsdirektor in französischen Diensten nach Aurich zurück. Dort wurde er kurze Zeit später zuständiger Direktor für die Erhebung der direkten Steuern. Gegen Ende des Jahres 1813 war er Präfekt des Départements Ems-Oriental.
Nach dem Neubeginn der preußischen Herrschaft in Westfalen wurde er zunächst Mitglied der Regierungskommission in Bielefeld. Vom 15. Juli 1816 mit Arbeitsaufnahme am 1. August bis zu seiner Pensionierung am 24. März 1825 war Bernuth erster Regierungspräsident des Regierungsbezirks Arnsberg. Während dieser Zeit beteiligte er sich an der Organisation der Landwehr.